# Julian Ferguson
Pour les articles homonymes, voir Ferguson.
Julian Harcourt Ferguson (2 juin 1895-6 mai 1965) est un homme politique canadien de l'Ontario. Il est député fédéral progressiste-conservateur de la circonscription ontarienne de Simcoe-Nord de 1945 à 1957.

## Biographie
Né à Barrie en Ontario, Ferguson fait carrière dans les domaines manufacturiers et dans en assurance. Il sert dans le Corps expéditionnaire canadien durant la Première Guerre mondiale.
Ferguson commence une carrière publique et siégeant au conseil du comté de Simcoe et comme préfet adjoint de Collingwood en 1942. Élu sur la scène fédérale en 1945, il est réélu en 1949 et 1953. Il ne se représente pas en 1957. Entre-temps, il occupe aussi la fonction de maire de Collingwood de 1955 à 1956.
Son grand-oncle, Thomas Roberts Ferguson, député fédéral de Cardwell dans la 1re législature du Canada de 1867 à 1872.